# Estación de Colonia (México)
La Estación Colonia o Sullivan fue una estación ferrocarrilerra ubicada en el centro de la Ciudad de México, entre las actuales colonias Cuauhtémoc, San Rafael y Juárez. Los terrenos de la estación estaban delimitados por las actuales calles de James Sullivan al norte (Calzada de la Teja), Manuel Villalongín al sur, al poniente la Calzada de la Verónica (hoy Circuito Interior) y su fachada dirigida hacia el oriente en la Avenida de los Insurgentes norte casi esquina con Paseo de la Reforma.

## Historia
En 1880, Ferrocarril Nacional de México obtuvo la concesión para la construcción de un ferrocarril que conectaba la capital con el puerto de Manzanillo y la ciudad de Nuevo Laredo. Uno de los empresarios concesionarios de la empresa fue precisamente el estadounidense James Sullivan -nombre de una de las calles circundantes de la estación- accionista de la empresa Camino de Fierro Nacional Mexicano, encargada de la construcción de la terminal ferroviaria que tomó parte de los terrenos de la Hacienda de la Teja y de la llamada Colonia de los arquitectos.
Una primera terminal de madera se construiría en 1888 para dar paso en 1896 con una estación nueva con estilo arquitectónico estadounidense, en tanto en sus alrededores se realizarían áreas jardinadas al estilo europeo. El primer tren salió de esta nueva estación el 17 de febrero de 1896 y oficialmente fue inaugurada en 1898 por el entonces presidente Porfirio Díaz. Además de la estación y sus andenes se construiría infraestructura como oficinas telegráficas, archivos, talleres, bodegas y el Hospital Colonia para ferrocarrileros el cual se situó en Manuel Villalongín 117.
En 1887 sería inaugurado casi frente a la fachada de la estación el Monumento a Cuauhtémoc. La estación quedaría estratégicamente ubicada en un sitio que vivía una expansión inmobiliaria protagonizada a los costados del Paseo de la Reforma por la clase alta de la ciudad y la explosión misma del ferrocarril como nuevo medio de transporte público y de conexión hacia la república.
Por ello y dado el papel estratégico del ferrocarril en la Revolución mexicana así como la conexión que tenía con el norte del país, la Estación Colonia se convertiría no sólo en un sitio estratégico para controlar por las diversas fuerzas beligerantes, sino en lugar de distintos episodios de la misma. El 7 de junio de 1911 en este sitio Emiliano Zapata y una multitud recibió a un triunfante Francisco I. Madero. La estación resultaría dañada en los episodios de la Decena trágica dado que el general Felipe Ángeles la habría usado como sitio para asentar sus tropas de artillería.
A esta estación habría arribado a la capital mexicana el poeta Ramón López Velarde el 10 de enero de 1914, procedente de San Luis Potosí para radicar en la capital, en la que fallecería en 1921. A la estación Colonia acudieron para recibirle su hermano Jesús, el pintor Saturnino Herrán y el escritor Chucho B. González.
El 18 de julio de 1928, la estación se convirtió en el sitio en donde fueron despedidos los restos de Álvaro Obregón con rumbo a Sonora, luego de ser asesinado un día antes por la tarde.

### Decadencia
Luego de la expropiación de los ferrocarriles mexicanos el 23 de junio de 1937 por el entonces presidente Lázaro Cárdenas, la estación Colonia dejó de dar servicio a pasajeros y fue demolida en enero de 1939 como parte de un plan desarrollado por el urbanista Carlos Contreras Elizondo para dar solución al "problema ferrocarrilero" provocado según el experto por las estaciones de tren dentro de la ciudad y sus vías que entraban. La propuesta además de la demolición de la Estación Colonia fue el centralizar tanto el servicio de pasajeros en una sola estación, la Estación Buenavista y el de carga las instalaciones de Pantaco, al norte de la Ciudad de México. Un decreto del 30 de noviembre de 1940 determinó que una parte de las áreas de la estación se convirtieran en parque público.
El antiguo Hospital Colonia fue demolido para dar paso a un extendido Hospital Colonia de los Ferrocarriles Nacionales de México, un centro hospitalario obra del arquitecto Carlos Greenham Scaramelli de estilo streamline moderne / art decó inaugurado en 1936. Ampliado sucesivamente en 1957 y 1958, un convenio que estableció en 1981 que los trabajadores ferrocarrileros en lo sucesivo serían derechohabientes del Instituto Mexicano del Seguro Social (IMSS), hizo que el llamado Conjunto Colonia pasara a ser parte del IMSS en ese año para ser a partir de 1986 la Unidad de Medicina Física y Rehabilitación Centro Hospital Colonia del IMSS.
Además del hospital, diversos predios ocuparían el espacio de lo que fue la estación como la plaza del Monumento a la Madre y el parque llamado Jardín del Arte.